# Raionul Muncaci, Transcarpatia
Muncaci (în ucraineană Мукачівський район, transliterat: Mukacivskîi raion) este un raion în regiunea Transcarpatia, Ucraina. Are reședința la Muncaci.
Are o suprafață de 2.080,4 km². Populația este de 251.145 locuitori, determinată în 1 ianuarie 2022, prin bilanț demografic[*].